# عصفور الشوك السيبيري

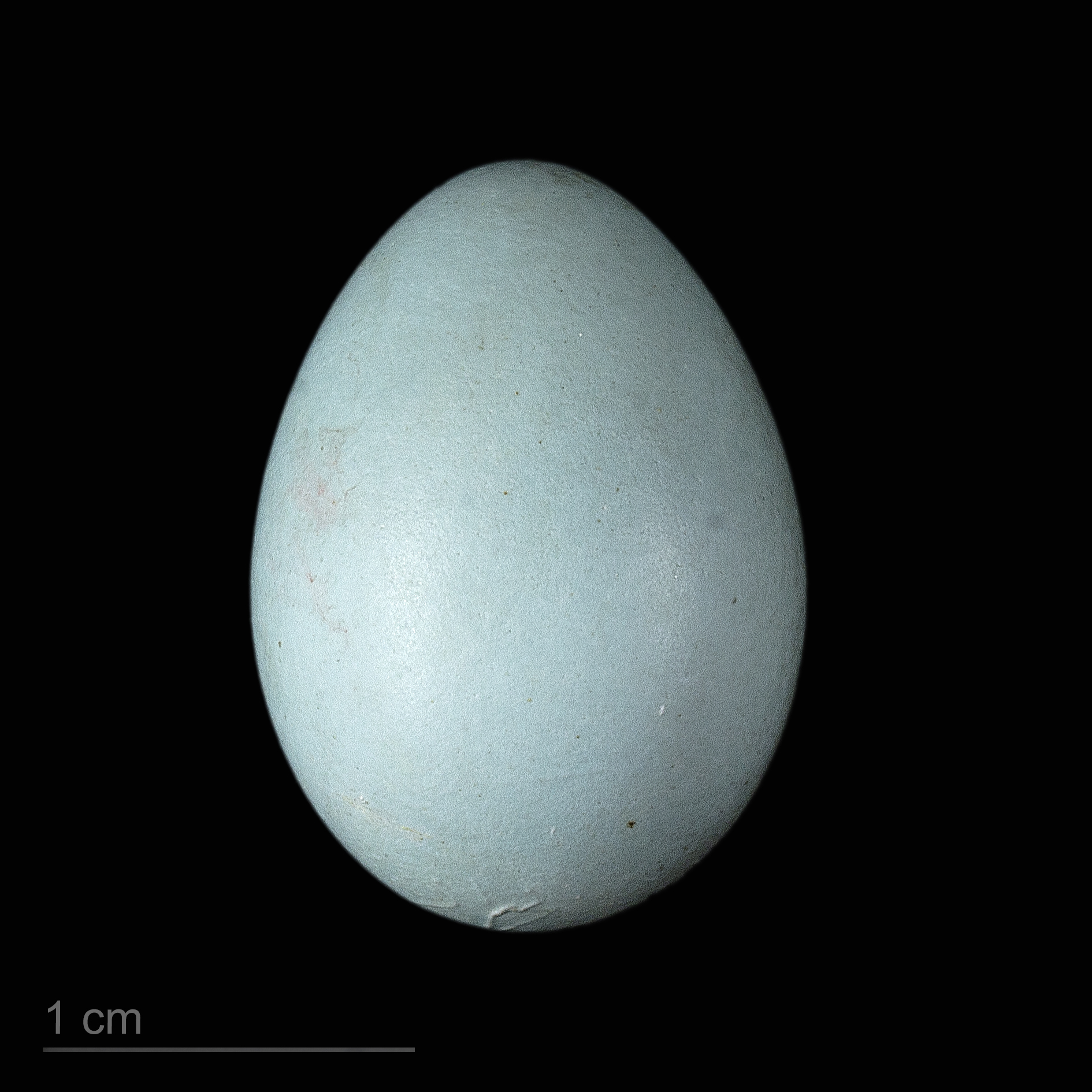
Prunella montanella

عصفور الشوك السيبيري (الاسم العلمي: Prunella  montanella) (بالإنجليزية: Siberian  Accentor)‏ هو طائر ينتمي إلى (فصيلة: Prunellidae).